# Óscar Cristi
Óscar Cristi (né le 29 juin 1916 à Valparaiso et mort le 25 mars 1965) est un cavalier chilien.

## Biographie
Óscar Cristi est membre de l'équipe olympique du Chili de saut d'obstacles aux Jeux olympiques d'été de 1952 à Helsinki. Lors de cette compétition, il remporte deux médailles d'argent; la première au saut d'obstacles individuel et la deuxième au saut d'obstacles par équipes en compagnie de ses coéquipiers César Mendoza et Ricardo Echeverría.